# قبا

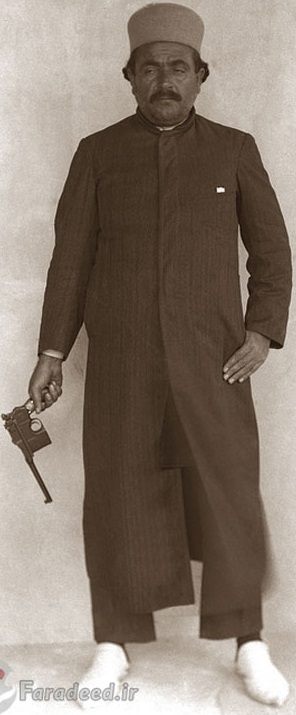
قبا یکی از پوششهای قدیمی مردم قوم فارس استان بوشهر

قبا یکی از قدیمی‌ترین و اصیلترین پوشاک سنتی به‌جا مانده از اقوام ایرانی است که از ابتدای تاریخ باستان در فرهنگ ایران متداول بوده و در ادوار مختلف تاریخ مورد استفاده اقشار مختلف قرار گرفته‌است. زنان و مردان در هر شرایط سنی از قبا استفاده می‌کرده‌اند. قبا پوشاکی بوده‌است که در گروه‌ها و طبقات مختلف اجتماع از قبیل پادشاهان، دیوانیان، دانشمندان، فقها، بازرگانان، نوازندگان، کشاورزان و مردمان عادی مورد استفاده قرار می‌گرفته‌است. قبا جامه ای بود که از سوی پیش باز و پس از پوشیدن دو طرف قسمت پیش را با دکمه به هم پیوستند، آن را روی ارخالق می‌پوشیدند و می‌توانسته دارای جیب نیز باشد. به گفته ابن بطوطه انواع قیمتی قبا از رنگها و جنسهای مرغوب تهیه شده و مورد استفاده بزرگان و امیران بوده‌است. در شرایط اقلیمی سرد، قبا را گاهی با پوست، آستر می‌کرده‌اند و در تابستان اغلب مردم، قبا را از پارچه بدون کرک می‌دوخته‌اند.
در لباس روحانیون شیعه فرق لباده و قبا شبیه هستند و تفاوت در مدل یقه آنهاست. قبا یقه گشادتری دارد که به صورت عدد ۷ دوخته شده‌اند.